# Уерта-де-Арріба
Уерта-де-Арріба (ісп. Huerta de Arriba) — муніципалітет в Іспанії, у складі автономної спільноти Кастилія-і-Леон, у провінції Бургос. Населення — 150 осіб (2010).
Муніципалітет розташований на відстані близько 200 км на північ від Мадрида, 55 км на південний схід від Бургоса.

## Демографія
Динаміка населення (INE ):